# Porphyrophora gigantea
Porphyrophora gigantea är en insektsart som beskrevs av Jashenko 1990. Porphyrophora gigantea ingår i släktet Porphyrophora och familjen pärlsköldlöss.
Artens utbredningsområde är Kazakstan. Inga underarter finns listade i Catalogue of Life.